# Демчак, Руслан Евгеньевич
Руслан Евгеньевич Демчак (укр. Руслан Євгенійович Демчак; 5 июля 1974, г. Липовец, Винницкая область, Украина, в семье учителей) — Народный депутат Верховной рады Украины VIII созыва. Заместитель Председателя комитета Верховной рады по вопросам финансовой политики и банковской деятельности. Член партии «Европейская Солидарность». C июня 2021 по октябрь 2022 советник по экономическим вопросам в Посольстве Украины в Республике Корея.
25 декабря 2018 года был включён в список лиц, в отношении которых Россия ввела санкции.

## Биография
В 1991 году поступил в Украинский транспортный университет, где учился до 1996 года по специальности инженер-механик. В 1997 году поступил на заочное отделение Межотраслевого института управления, где учился по специальности «Учёт и аудит». По окончании, в 2001 году, получил диплом экономиста.
В 2001—2005 годах Руслан Демчак учился в Национальной академии государственного управления, где при кафедре Экономической теории и истории экономики защитил кандидатскую диссертацию на тему «Государственное регулирование развития фондового рынка Украины» и получил степень кандидата наук по государственному управлению.
С октября 2009 года Демчак — докторант Национального института стратегических исследований. Тема диссертации — «Бюджетная децентрализация как фактор обеспечения экономической безопасности государства».
С декабря 2010 года — Председатель Совета Федерации работодателей города Киева, куда входят территориальные и отраслевые организации работодателей, объединяющие более 3000 юридических лиц и общественных организаций, и в которых работают более 150 тыс. занятого населения столицы Украины.
С ноября 2014 года, одержав победу на парламентских выборах в 18 избирательном округе Винницкой области, Руслан Демчак стал Народным депутатом Верховной рады, а также занял должность заместителя председателя комитета Верховной рады по вопросам финансовой политики и банковской деятельности.

## Бизнес
Свой собственный бизнес Руслан Демчак начал с освоения фондового рынка в 1997 году. Он основал корпорацию «Ukrainian Business Group».
В 2008 году Руслан Демчак контролировал в качестве физического лица 31,97 % «Эрдэ Банка», входившего в корпорацию UBG. Руслану Демчаку принадлежало 54,2 % акций банка, ещё 15,72 % акций принадлежало его брату Богдану Демчаку. Также в структуру UBG входили следующие предприятия: медицинские центры «Добробут» (проданы в августе 2014 года), станция техобслуживания «Добробут», мебельная фабрика «Матис», фондовая компания и компания по управлению активами «Инициатива», юридическая компания «Консалтинг Групп» и предприятие «Строймеханизация», которое специализировалось на строительстве домов и предоставлении услуг строительной техники.
В 2011 году передал управление корпорацией подчинённым, в пользу общественной деятельности. В том же году было открыто представительство корпорации UBG в Лондоне.
26 августа 2015 года UBG приобрела за 31,85 млн гривен банк ПАО «РВС» ("RwS bank"), находившийся в переходном состоянии и созданный ФГВФЛ на базе обанкротившегося «Омега банка». К группе UBG перешли не только все активы «Омега банка» (ранее «Сведбанк Украина») на 229,1 млн гривен, но и обязательства почти на такую же сумму. В феврале 2018 года Антимонопольный комитет Украины дал разрешение Руслану Демчаку стать непосредственным владельцем более 50 % акций РВС Банка. Но этим правом Демчак воспользовался только в 2019 году. Демчак купил пакет акций "РВС Банка" в размере менее 10% его уставного капитала.

## Политическая деятельность
В 2012 году Руслан Демчак баллотировался в Верховную раду по избирательному округу № 18, однако не смог попасть в украинский парламент.
На внеочередных выборах в Верховную раду, которые состоялись 26 октября 2014 года, Руслан Демчак вновь баллотировался по 18 одномандатному избирательному округу Винницкой области, и по их результатам стал народным депутатом Верховной рады Украины VIII созыва.
С ноября 2014 по август 2019 - народный депутат Верховной Рады Украины VIII созыва. Заместитель председателя Комитета Верховной Рады Украины по вопросам финансовой политики и банковской деятельности.
В июне 2021 начал работу в Посольстве Украины Республики Корея на должности Советника по экономическим вопросам.

## Общественная деятельность
Руслан Демчак активно занимается общественной деятельностью. В 2010 году возглавил Объединение организаций работодателей «Федерация работодателей г. Киев». ФЭК состоит из 22 местных и отраслевых организаций работодателей, которые объединяют более 3000 юридических лиц и общественных организаций, в которых работает более 150 000 человек в Киеве. В 2013 году вышел из руководящего состава Федерации работодателей Киева.

## Доходы
В электронной декларации за 2015 год Руслан Демчак указал квартиру в городе Липовец Винницкой области, купленную в 2002 году. Заработная плата в Верховной раде составила 79 202 гривны.
Отец Руслана, Евгений Адамович Демчак, зарегистрировал жилой дом площадью 27,8 м² в Липовце, а также жилой дом площадью 377,4 м² в селе Крюковщина Киево-Святошинского района Киевской области.